# Vethuizen
Vethuizen est un hameau étendu situé dans la commune néerlandaise de Montferland, dans la province de Gueldre, à l'est du village de Zeddam.